# 1897 no cinema

## Principais filmes produzidos
- Ancoradouro de Pescadores na Baía de Guanabara, de Cunha Salles
- Annabelle Butterfly Dance, de James H. White
- Bailado de Crianças no Colégio, no Andaraí, de Vittorio Di Maio
- Chegada do Trem em Petrópolis, de Vittorio Di Maio
- Ponto Terminal da Linha de Bondes de Botafogo, Vendo-se os Passageiros Subir e Descer. de Vittorio Di Maio
- Serpentine Dance, Annabelle, de James H. White
- Sun Dance - Annabelle, de James H. White
- Uma Artista Trabalhando no Trapézio do Politeama, de Vittorio Di Maio

## Nascimentos

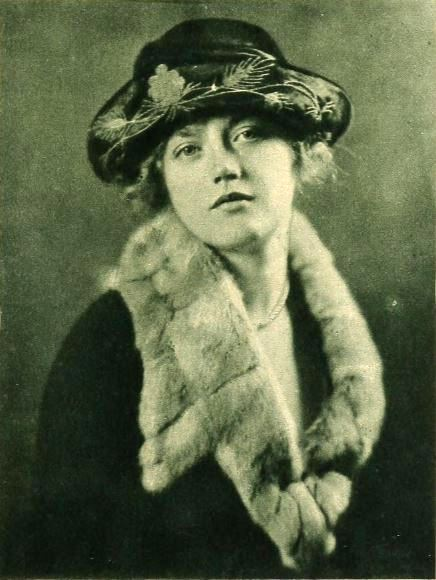
Marion Davies

| Data          | Nome           | Profissão | Nacionalidade  | Observações | Ref |
| ------------- | -------------- | --------- | -------------- | ----------- | --- |
| 3 de janeiro  | Marion Davies  | atriz     | Estados Unidos | m. 1961     |     |
| 30 de abril   | Humberto Mauro | diretor   | Brasil         | m. 1983     |     |
| 26 de junho   | Viola Dana     | atriz     | Estados Unidos | m. 1987     |     |
| 10 de julho   | John Gilbert   | ator      | Estados Unidos | m. 1936     |     |
| 5 de dezembro | Lige Conley    | ator      | Estados Unidos | m. 1937     |     |